# Distillato di pere
Il Distillato di pere è una bevanda alcolica ottenuta dalla lavorazione di particolari pere denominate “Pêr Martin” che consente la produzione di detto distillato, viene prodotta prevalentemente nell’ambito territoriale del comune di Arta Terme, è registrato tra i Prodotti Agroalimentari Tradizionali Friulani e Giuliani.

## Lavorazione, conservazione e stagionatura
In tempi passati durante gli ultimi giorni di ottobre si procedeva alla raccolta delle pere mature, si trituravano e si torchiavano immediatamente per ottenere del sidro. 
Dai pani di torchiatura e inumiditi con acqua fatti fermentare per 30-60 giorni e dai fondi dei travasi del sidro, con la distillazione, si otteneva una grappa di pere dal sapore “tipico” dal gusto rude ed aggressivo. Negli ultimi 50 anni il sidro di pere si fa raramente e si usa distillare tutta la massa fermentata derivante dalla macinazione delle pere. In questo modo si ottiene un prodotto con una tipicità molto meno aggressiva, dal gusto più equilibrato, morbido e armonico.
Il distillato di pere rientra nella gamma di distillati che in passato venivano prodotti in abbondanza nel Comune di Arta Terme ed in particolare nella frazione di Cabia, dove nel 1901 erano presenti 12 distillatori ufficiali con regolare licenza statale.